# Museu Histórico Paulo Setúbal
O Museu Histórico Paulo Setúbal, situado na cidade de Tatuí, São Paulo, é uma instituição cultural voltada à preservação da memória do escritor Paulo Setúbal e da história local. O museu foi instalado em um prédio histórico, originalmente construído em 1920 para abrigar a cadeia e o fórum. A criação do museu se iniciou com a doação de acervos ligados a Setúbal e foi formalizada durante a “Semana Paulo Setúbal”.

## Construção do Prédio e Contexto Histórico
O edifício que hoje abriga o Museu Histórico Paulo Setúbal foi construído em 1920 e está localizado na Praça Manoel Guedes, também chamada "Praça do Museu", em Tatuí, São Paulo. 
O terreno foi doado pela Câmara Municipal de Tatuí ao governo do Estado de São Paulo em 1913, com a condição de que fosse construído ali um edifício para abrigar a cadeia, o fórum e a câmara municipal. A construção, concluída sob o governo de Altino Arantes, foi planejada em estilo elegante, com um andar superior, amplas celas e uma grande sala para júri e audiências, servindo tanto como espaço para atividades judiciais quanto para abrigar a administração local.

## Criação e Evolução do Museu Paulo Setúbal
A ideia de homenagear Paulo Setúbal, poeta e escritor tatuiano, surgiu em 1937, logo após seu falecimento, quando o professor José Lannes sugeriu a criação de um espaço que reunisse os pertences do escritor. Em 1956, o museu começou a funcionar de forma preliminar durante a "Semana Paulo Setúbal", e em 1957, com a aprovação da lei que oficializava a celebração anual dessa semana, o museu foi formalizado como “Casa de Paulo Setúbal”. O acervo inicial, doado pela família de Setúbal, incluía seu fardão da Academia Brasileira de Letras e outros objetos pessoais, além de manuscritos e documentos que preservavam sua obra e legado.
A coleção do museu cresceu significativamente, e em 1966, ele foi transferido para o prédio histórico na Praça Manoel Guedes. Nos anos seguintes, o museu passou por várias reformas e recebeu novas coleções, incluindo objetos históricos de Tatuí e peças de valor simbólico, como a enxada usada para demarcar os primeiros limites da cidade.
Em 2006, o museu foi revitalizado pelo “Projeto Museu Vivo”, que implementou melhorias estruturais e sustentáveis, adaptando o espaço para atender a requisitos de acessibilidade. A partir de 2009, o museu começou a participar da Semana Nacional de Museus e expandiu seu alcance cultural com eventos como a exposição itinerante no Revelando São Paulo e, mais recentemente, com a criação de um aplicativo interativo chamado “Museu Paulo Setúbal Quiz”.
O espaço também é palco de eventos que destacam a tradição musical de Tatuí, como o projeto “Noite da Seresta com Ternura”, que reforça o papel da cidade como Capital da Música. Em 2019, o museu foi incluído no Cadastro Estadual de Museus (CEM), que formalizou seu reconhecimento como instituição cultural de grande importância.

## Monumentos Culturais
Além de seu acervo histórico, o entorno do Museu Paulo Setúbal conta com monumentos emblemáticos que enriquecem o contexto cultural de Tatuí. Em 25 de abril de 1955, foi inaugurado um busto em homenagem ao ex-presidente Getúlio Vargas, localizado em frente à entrada principal do museu, como um tributo à sua influência histórica.
Outro destaque é o Monumento aos Seresteiros, instalado em 2013. Esse monumento celebra sete figuras fundamentais para a tradição da seresta na cidade: Noel Rudi, Zé Fiuza, Ditinho Rolim, Joãozinho do Irineu, Osmil Martins, Raul Martins e Paulo Ribeiro, poeta e ex-prefeito de Tatuí. Juntos, esses ícones reforçam o legado musical de Tatuí, cidade conhecida como a Capital da Música.  